# Fallacy of misplaced concreteness
Die fallacy of misplaced concreteness (deutsch etwa „Fehlschluss der deplatzierten Konkretheit“) ist ein Ausdruck für die Fehlplatzierung von direkter Erfahrung (Konkretheit) in Abstraktionen. Sie wurde 1925 vom britischen Philosophen Alfred North Whitehead in dessen Buch Science and the Modern World eingeführt. Whitehead wollte damit die Funktionsweise und Unzulänglichkeiten des im 17. Jahrhundert entstandenen mechanistischen Materialismus erklären. Durch die fallacy of misplaced concreteness wird die direkte Erfahrbarkeit eines Gegenstandes ontologisch auf einen bestimmten Bereich verengt und dadurch in anderer Weise eingeschränkt oder unmöglich. Ein Beispiel ist die Konzeption von Körpern in der theoretischen Physik, deren Existenz nur in Form von räumlicher und zeitlicher Position anerkannt wird, während Farben oder Klänge nicht Teil ihrer Eigenschaften sind. Dabei wird die geometrische Abstraktion eines bestimmten Körpers als Objekt in einem Kartesischen Koordinatensystem gegenüber ihm selbst privilegiert und so getan, als handle es sich bei ihr um den eigentlichen Körper. Alle von der Abstraktion abweichenden Eigenschaften des Körpers werden anschließend als Addition durch die Sinne beziehungsweise des Geistes erklärt, womit es zu einer „Bifurkation der Natur“ kommt. Whitehead zog daraus die Konsequenz, Abstraktionen mit Vorsicht zu behandeln: Es könne durchaus praktikabel und sinnvoll sein, bei Abstraktionen von einer „einfachen Position“ auszugehen, dabei müsse man sich jedoch stets im Klaren darüber sein, dass es sich um abstrakte, nicht um konkrete Gegenstände handelt.

## Ausgangsproblem

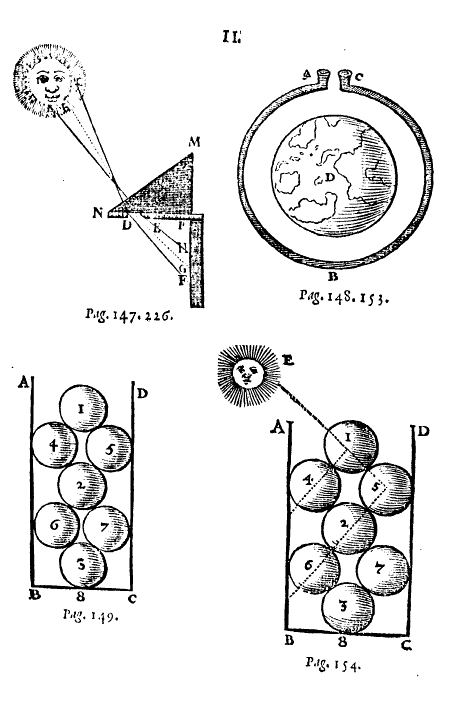
Die sichtbare Welt als Aggregat dreidimensionaler Körper: René Descartes’ Entwurf der Realität illustriert den mechanizistischen Ursprung der fallacy of misplaced concreteness.

In Science and the Modern World, einer Zusammenfassung seiner Lowell Lectures, setzte sich Alfred North Whitehead 1925 mit der Entstehung der Wissenschaften vor dem Hintergrund der philosophischen Umbrüche auseinander, die im Europa des 17. Jahrhunderts stattfanden. Der damals entwickelte materialistische Mechanizismus geht von einer passiven Materie aus: Körper handeln nicht, sie reagieren lediglich auf äußere Einflüsse. Diese Vorstellung ließ sich vor allem damit begründen, dass der englische Physiker Isaac Newton eines der großen Probleme der Zeit – die Bewegung von einfachen Körpern – mit seinen Gesetzen beantwortet hatte und die Bewegung dieser Körper allein durch ihre Masse und Position sowie die anderer Körper genau vorhersagen konnte. Die Besonderheit der von Newton, René Descartes, Gottfried Wilhelm Leibniz und anderen Naturphilosophen konstruierten Gleichungssystemen lag darin, dass in ihnen die vereinfachte Beschreibung eines Zustandes mit der Erklärung seiner Ursachen zusammenfiel. Die Vertreter des Mechanismus nahmen diesen Erfolg zum Anlass, eine äußerst idealistische Vorstellung von Materie zu verfolgen. Diese abstrahierte Materie besitzt eine exakte Masse und jeweils genau eine Position im Raum und in der Zeit (von Whitehead als „fallacy of simple location“, Fehlschluss einfacher Verortung bezeichnet) und ist durch diese drei Eigenschaften definiert. Obwohl es sich vordergründig um eine Positionierung in symmetrischen Koordinatensystemen handelt, zeigt sich im Vergleich von Zeit und Raum ein Paradox, so Whitehead: Nimmt ein homogener Körper einen bestimmten Raum ein, so enthält ein bestimmter Teil dieses Raumes weniger Masse als der gesamte Raum. Existiert der Körper hingegen für eine bestimmte Zeitspanne, die man in Teile zerlegt, dann enthalten diese Teile dennoch genauso viel Masse wie die gesamte Zeitspanne. Daraus folgt, dass Zeit keinen Einfluss auf Körper hat. Der Mechanizismus geht konsequenterweise davon aus, dass sich die Welt aus einer Folge verschiedener Konstellationen von passiver Materie zusammensetzt. Diese Konstellationen legen die Kräfte fest, die zwischen ihnen wirken und werden wiederum von diesen Kräften bedingt.
Aus dieser Vorstellung ergaben sich mehrere Probleme, die europäische Philosophen vor allem während des 18. und 19. Jahrhunderts beschäftigten: Wenn Zeit keinen Einfluss auf Körper hat, dann lässt sich aus der Betrachtung einer bestimmten Zeit kein Schluss auf eine andere Zeit (egal ob Vergangenheit oder Zukunft) ziehen. Induktion wird somit unmöglich, damit lassen sich aber auch etwa Naturgesetze nicht mehr aus empirischer Beobachtung herleiten. Dieses Problem wurde vor allem von David Hume hervorgehoben. Darüber hinaus bot der Mechanizismus keinen Platz für Eigenschaften wie Farbe oder Klang als Teil der Natur, da sie weder einen festen Ort noch eine Masse besitzen. Die mechanistischen Philosophen des 17. und 18. Jahrhunderts reagierten darauf, indem sie diese Eigenschaften für nicht real erklärten: Es handle sich lediglich um eine kausale (wenngleich unbekannte) Kette von Bewegungen von Körpern, die im Geiste des Betrachters beziehungsweise Zuhörers die Illusion von Farbe oder Klang hervorrufe.

## Whiteheads Antwort
Für Whitehead war diese Lösung der Mechanizisten inakzeptabel, weil sie zur Aufteilung der Natur in zwei Daseinsbereiche mit unterschiedlichem Realitätsgrad führte, der sogenannten Bifurkation der Natur. Er spottete über sie mit der Bemerkung, dass nach der mechanistischen Auffassung nicht die Natur – Rosen, Nachtigallen oder die Sonne – das Lob der Dichter verdiene, sondern nur die Dichter selbst, weil das, was sie an der Natur bewunderten – Duft, Gesang oder Farbe – ein Produkt ihres eigenen Geistes sei. Anders als in seiner früheren naturphilosophischen Schrift The Concept of Nature (deutsch Der Begriff der Natur) ging es ihm an dieser Stelle allerdings nicht vorrangig darum, die Aufspaltung der Natur zu überwinden. Stattdessen versuchte er zu erklären, wie es für die Mechanizisten notwendig wurde, das Problem von Farben und Klängen auf ihre Weise zu beantworten. Whitehead warf ihnen einen Fehlschluss vor, in dessen Folge sie Abstraktheit mit Konkretheit verwechselt hätten: Weil die Newtonschen Abstraktionen des 17. Jahrhunderts so erfolgreich waren und tatsächlich nur mit den drei Größen Zeit, Masse und Raum auskamen, seien die Mechanizisten davon ausgegangen, dass sie von konkreten, nicht von abstrakten Gegenständen sprachen. Daraus hätten sie die Berechtigung gezogen, ihre Abstraktionen mit den tatsächlichen Gegenständen zu identifizieren und all deren Eigenschaften, die nicht in das Schema ihrer Abstraktionen passten, für Einbildungen zu erklären, die sich nicht in der Natur befänden. Da sie ihren Irrtum nicht bemerkt hätten, sei ihnen auch keine andere Lösung übrig geblieben, so Whitehead.

## Folgen dermisplaced concreteness
Whitehead zieht aus der Verwechslung der abstrakten mit den konkreten Gegenstände durch die Mechanizisten den Schluss, dass Abstraktionen zwar für das Denken notwendig seien, spezifische Probleme aber jeweils eigener Abstraktionen bedürften, um sie greifbar zu machen. So sei das mechanistische Modell zwar für den Zweig der Physik angemessen, der sich mit einfachen, homogenen Körpern beschäftige, nicht jedoch für die Biologie, die Psychologie oder die Teilchenphysik. Die mechanistische fallacy of misplaced concreteness, der sich die Wissenschaften aber zu Beginn ihrer Entstehung verschrieben hätten, hindere die jeweiligen Disziplinen daran, angemessene Modelle für ihre Arbeit zu entwickeln. Alle Disziplinen seien in der Forderung des Mechanismus gefangen, ihre Untersuchungsgegenstände auf leblose, träge Körper und ihre kausalen Wirkungen aufeinander zu reduzieren.

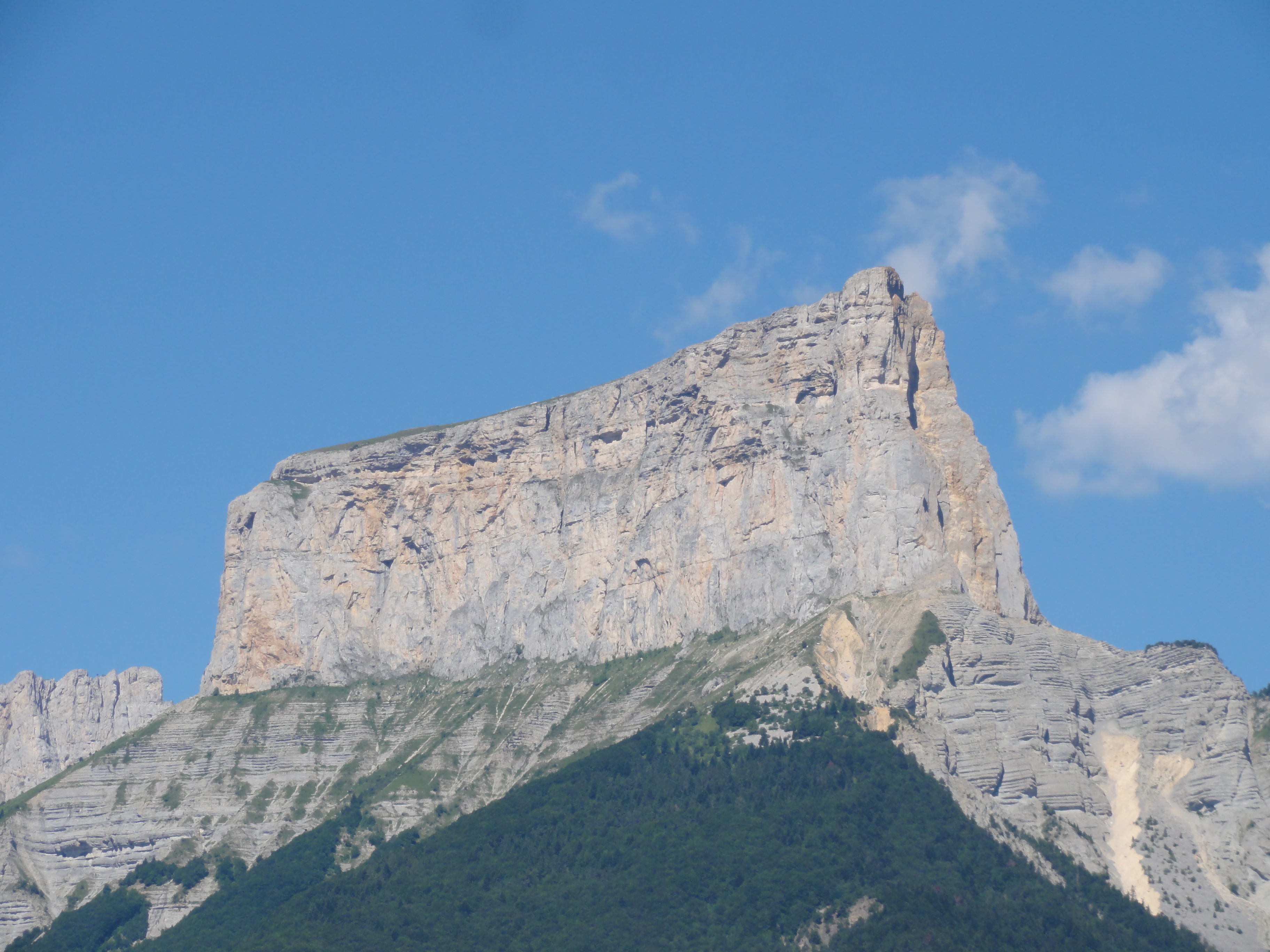
Der Mont Aiguille in den französischen Westalpen. Die durch die fallacy of misplaced concreteness hervorgerufene Bifurkation der Natur verlange, so Bruno Latour, den bei einer Bergwanderung erfahrenen Berg für weniger real zu halten als sein Abbild auf einer Wanderkarte.

Die Auswirkungen des Fehlschlusses auf die moderne Erkenntnistheorie und Ontologie illustriert Bruno Latour an einem überspitzten Beispiel einer Wanderung auf dem Mont Aiguille: Das Prinzip der fallacy of misplaced concreteness käme der Annahme gleich, eine Wanderkarte des Mont Aiguille bilde die eigentliche, geometrische Form des Berges ab, während Eindrücke wie Farben, Wetter oder Kälte gemäß dieser Logik lediglich durch den Geist hinzugefügt würden. Der Mont Aiguille der Wanderkarte müsste also folglich realer sein als der, den Latour bei seiner Wanderung als kalt, grau oder nebelig erfährt. Dem gegenüber wendet Latour ein, dass man hierfür nicht nur die deutlich unterschiedlichen Maßstäbe, den zweidimensionalen Charakter der Karte und die fehlenden kartografischen Symbole in der Landschaft ausblenden müsse: Gegen den höheren Realitätsgehalt des Berges in der Wanderkarte spreche vor allem, dass man sich zwar beim Bergsteigen erfrorene Finger holen könne, nicht aber durch das bloße Entfalten einer Karte. Für Latour eröffnet sich durch die Verwechslung konkreter Objekte mit ihren abstrahierten Repräsentationen ein Problem, über die Arbeitsweise der Wissenschaften zu sprechen. Die ontologische Beschränkung der Realität auf einen dreidimensionalen Raum und eine lineare Zeit lasse überdies keinen Platz für all jene Erfahrungen und Existenzen, die sich in der geometrischen Metapher nicht fassen ließen.